# Hala peronowa
Hala peronowa – budowla lub obszerne wnętrze mieszczące perony i tory. Stanowi ona element dworca lub przystanku kolejowego. Rzadziej spotyka się halę peronową na dworcu autobusowym.
Hala peronowa może być niewyodrębnioną częścią bryły budowli dworca (lub przystanku) – np. stacji kolei podziemnej albo większego kompleksu komercyjnego powstałego ponad peronami i torami – jest to odpowiednio stacja (dworzec) podziemna lub dworzec nadbudowany.
W tradycyjnym znaczeniu termin ten oznacza jednak osobną budowlę, dostawioną zwykle do budynku recepcyjnego dworca albo przezeń otoczoną przynajmniej z dwóch stron. Integralną częścią tradycyjnej hali peronowej jest zadaszenie obejmujące perony i tory, a nie strop wykorzystywany jako powierzchnia użytkowa wyższej kondygnacji (jest to wtedy nadbudowa dworca). W przypadku peronów i torów położonych w wykopie w murach oporowych, tradycyjna hala peronowa może przybrać postać takiego właśnie „całościowego” zadaszenia. W bardziej skomplikowanych układach przestrzennych większych dworców formy nadbudowy i tradycyjnej hali peronowej mogą występować obok siebie w różnych partiach zespołu.

## Geneza i rozwój
Geneza hal peronowych jest tak stara, jak sama kolej. Już Manchester & Liverpool Rly., otwarta w 1830 r., miała zadaszenie torów na stacji końcowej w Liverpoolu (Crown Street Station). Pierwotnym powodem ich budowy była ochrona przed deszczem i słońcem – tak pasażerów, jak i pojazdów. Tych pierwszych zresztą może nawet mniej, niż tych drugich, jak świadczyć może hala nad torami, a nie nad przyległym peronem, zbudowana na stacji Vauxhall w Birmingham (Grand Junction Rly., 1835). Hale erygowano głównie na stacjach końcowych i węzłowych, gdzie – mieszcząc oprócz peronu także po kilka torów odstawczych – służyły jako wozownie. Na wczesnych dworcach wykorzystanie torów, w tym tych, które były zadaszone, było dość dowolne; w krajach habsburskich wiele dworców budowanych było z wolnostojącymi drewnianymi zadaszeniami torów, ale bez peronów (np. Břecláv / Lundenburg, 1840, KFNB; Püspökladány, 1857?, Tiszavidéki Vasút).

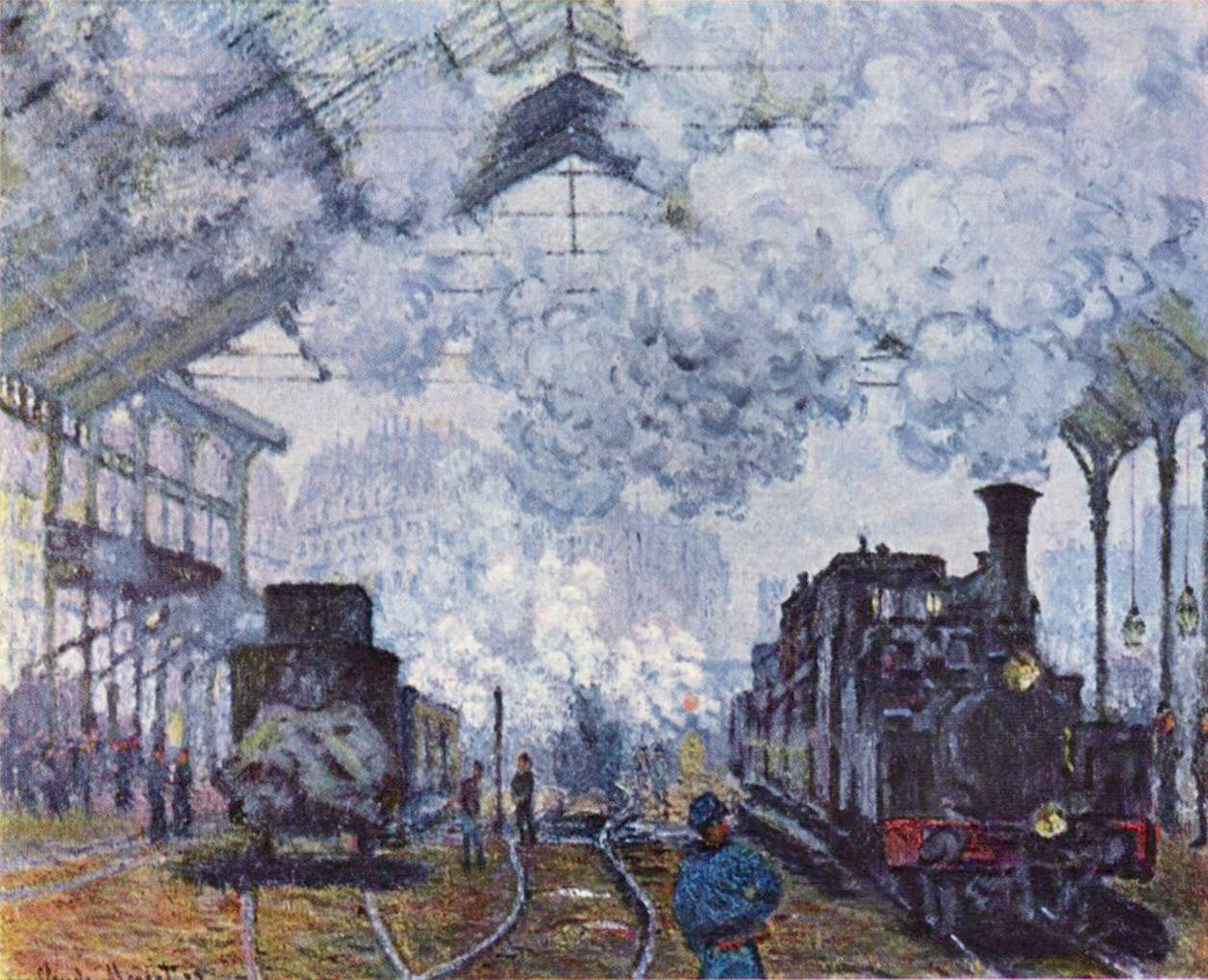
Paryski Gare St-Lazare na jednym z dwunastu obrazów Claude’a Moneta (z 1877 r., kolej CF du Nord, obecnie SNCF)

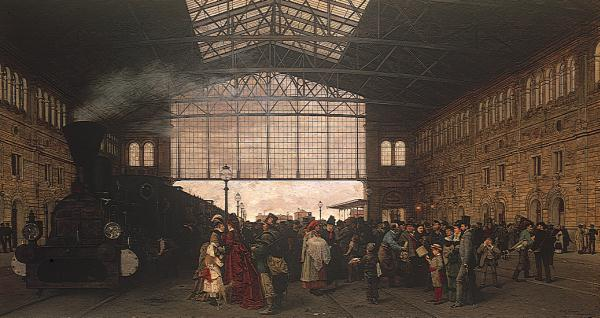
Wiedeński Nordwestbahnhof (kolej ÖNWB) na obrazie Karla Kargera z 1875, widoczny brak ukształtowanych peronów; dworzec nie istnieje

Złe doświadczenia, związane z kolizjami wykolejonych pociągów ze słupami hal, skłaniały do powiększania rozpiętości naw. Z czasem potrzeby ochrony pasażerów przeważyły, torów odstawczych więcej nie budowano, a miejsce tych, które istniały wcześniej, zajęły dodatkowe perony. W halach peronowych zaczęto upatrywać wartości znaczeniowych – to one właśnie były pierwszą wizytówką miasta, miały też zaświadczać o potędze przewoźnika kolejowego (niejeden budując wielki dworzec doprowadził się na skraj bankructwa). Często, zwłaszcza w Wielkiej Brytanii, hale były okazalsze od budynku dworcowego, oddziałując skalą, finezją konstrukcji, a nawet dekoracji (np. na Manchester Central budynkami były drewniane przybudówki hali; 1876-80, kolej CLC).
Nie można też bagatelizować praktycznego znaczenia hal: budowano je na przykład na stacjach węzłowych, by zapewnić pasażerom dłużej przetrzymywanych wagonów należytą ochronę przed słońcem lub wychłodzeniem. Początek XX w. przyniósł jednak rosnącą falę krytyki hali peronowej, jako mało praktycznej, bardzo kosztownej w utrzymaniu i uniemożliwiającej komercyjne wykorzystanie przestrzeni ponad peronami. Krytyka narodziła się w USA, przetoczyła przez cały świat, i znalazła sojusznika w minimalistycznej estetyce modernizmu. Pierwszym symptomem odejścia od hali peronowej było przekrywanie halą przestrzeni cyrkulacji pieszej („peronu poprzecznego” na stacjach czołowych), ale nie samych peronów (Waszyngton Union, Paryż Est po przebudowie). Wraz ze zniszczeniami wojennymi i powojennym upadkiem kolei mającym miejsce w wielu krajach, hale zanikały, szczególnie te bardziej peryferyjne. Paradoksalnie, proces ten zbiegł się z eliminacją trakcji parowej – jednej z większych przyczyn korozji żelaznych konstrukcji.
Dzisiaj, gdyby analizować przyczyny pozostawienia jednych hal, a rozbiórki innych, można powziąć przekonanie, że to właśnie ochrona przed nasłonecznieniem jest nadal ich ważnym walorem. Utrzymały się na przykład w południowej Francji, podczas gdy zniknęły w północnej. Decydujące znaczenie miała jednak tradycja i moda. W faszystowskich Włoszech z tradycją raptownie zerwano, masowo nadając dworcom formy betonowego modernizmu, podczas gdy jednocześnie w Niemczech budowano nowe hale ze stali. Po budowie nowego układu peronów za budynkiem dworca, dawną halę na dworcu Porta Nuova w Turynie, czy na Trieste Centrale całkowicie przebudowano, a nawet zabudowano, podczas gdy na monachijskim Centralbahnhof albo zuryskim Hauptbahnhof, po usunięciu torów, starą halę zamieniono na przestrzeń cyrkulacji pieszej, odpowiednio w 1884 i 1929 r.
Dzisiaj powraca się do tradycji „całościowego zadaszenia”. Najbardziej znane hale stały się powszechnie podziwianym zabytkiem XIX-wiecznej architektury. Nieraz wielkim kosztem dokonuje się ich konserwacji, a niekiedy nawet wiernego odtworzenia (np. Hauptbahnhof w Lubece, kolej DB, planow. 2008), bądź wyrafinowanej modyfikacji (Dworzec Liverpool Street w Londynie, kolej British Rail, 1991 – restrukturyzacja układu dworca wymagała powiększenia hali, którego dokonano w formach historycznych). Na dworcu w Helsinkach tylko hala mogła być architektonicznym rozwiązaniem przestrzeni peronów, odpowiednim dla klasy secesyjnego budynku recepcyjnego – wprowadzono ją więc we współczesnych formach w 2000 r. (kolej państwowa VR). Hale towarzyszą też nowym dworcom, zwłaszcza na sieci kolei wysokich prędkości. Jednocześnie „całościowe zadaszenie” pojawia się licznie na przystankach kolei miejskich, a niekiedy nawet tramwajów – stanowi wówczas element wyposażenia ulic i placów nadający im indywidualne oblicze (np. węzeł tramwajowy Homme de Fer w centrum Strasburga, 1994).

## Forma

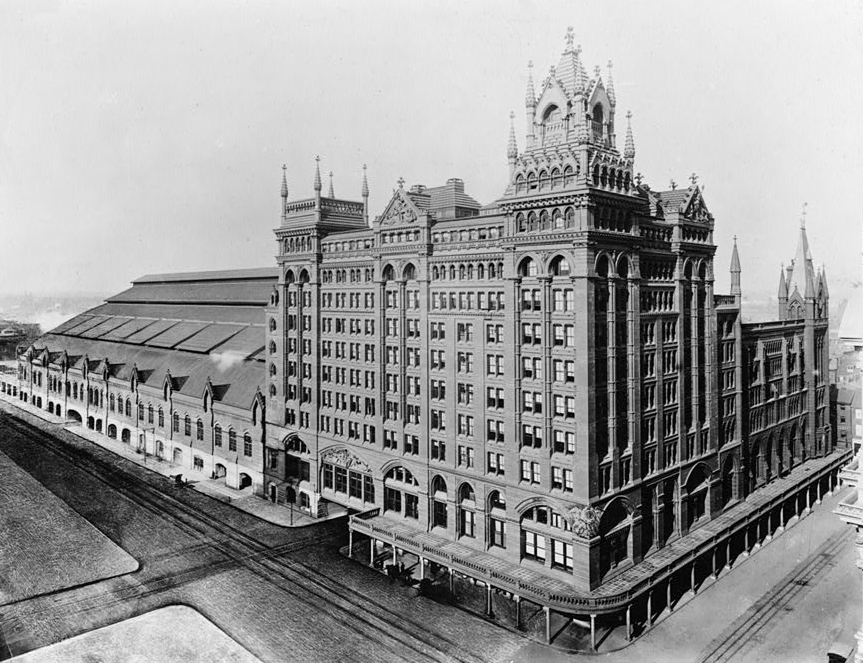
Hala niezintegrowana: Filadelfia, drugi dworzec Broad Street dawnej kolei Penn. RR (1893, obecnie dworzec nie istnieje)

Integracja z budynkiem dworca. Hala peronowa mogła być traktowana jako osobne zadanie projektowo-budowlane, nie powiązane bezpośrednio z budynkiem recepcyjnym dworca – wówczas często powierzano jej budowę inżynierom, a nie architektom. Była to często spotykana forma przede wszystkim w krajach anglosaskich. Hala mogła być więc pozostawiona bez architektonicznej obudowy, mogła być też wolnostojąca. Na dworcu Broad Street w Filadelfii, hala miała co prawda murowane elewacje o formach nieco nawiązujących do neogotyckiego zwieńczenia budynku dworcowego, ale nie wystarcza to, by ukryć jej całkowicie odrębną naturę. Budynek frontowy nie ma żadnego motywu, który nawiązywałby do charakteru łukowej hali, znajdującej się z tyłu; nie jest nawet osiowo zakomponowany. Ten typ hali był często spotykany na wczesnych dworcach, powrócił też wraz z rozbudową układów peronowych podyktowanych wzrostem ruchu (skala wprowadzanych hal była trudna do pogodzenia z architekturą budynków recepcyjnych). Hala jest także elementem bardziej autonomicznym na dworcach przelotowych, niż na czołowych.

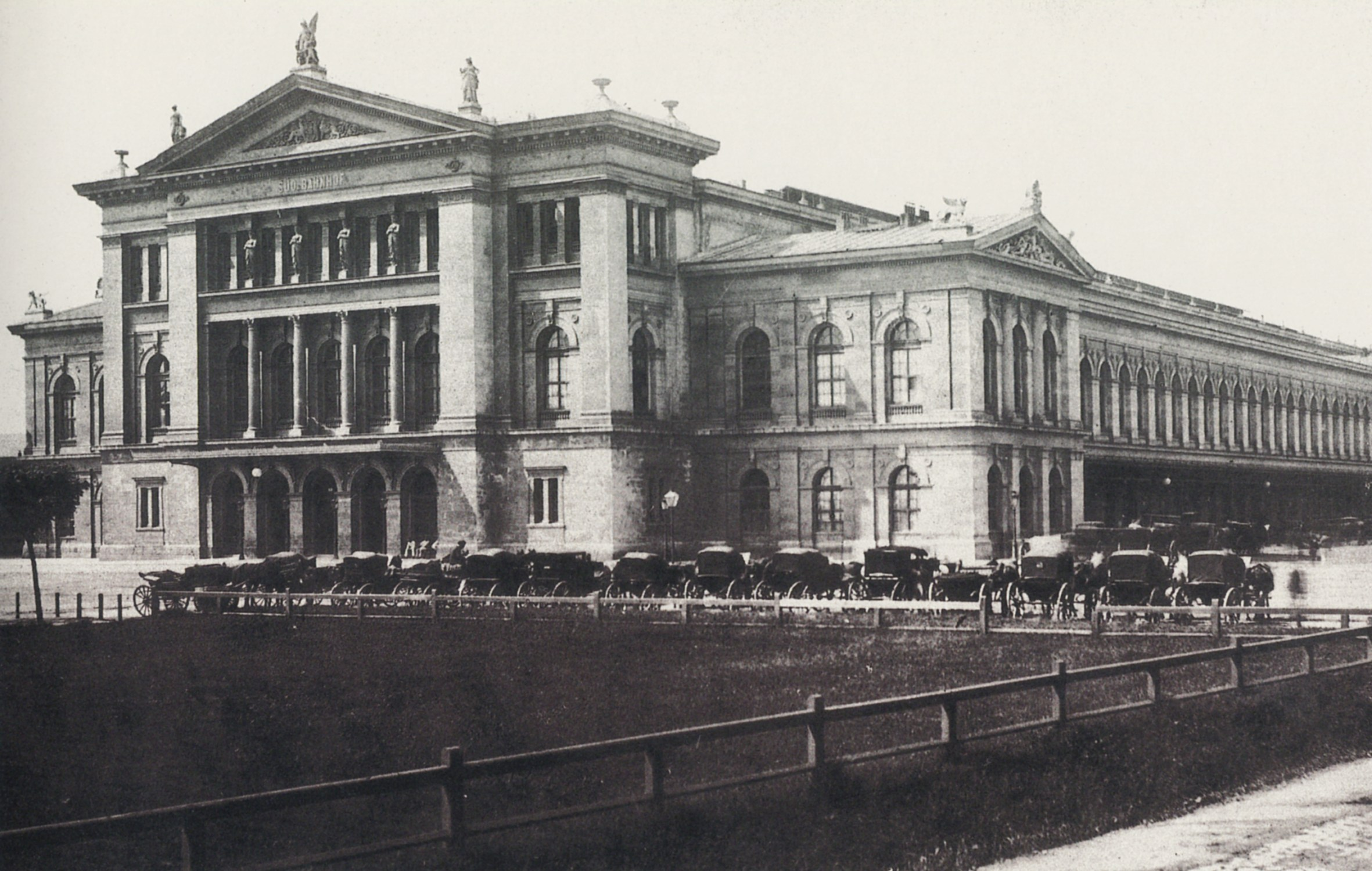
Hala zintegrowana: Wiedeń, drugi Südbahnhof dawnej kolei Südbahn (1874, budowla nie istnieje)

Wczesne niewielkie dworce kolejowe operowały nieraz motywem jednej budowli, w której pod jednym dachem mieściły się pomieszczenia recepcyjne oraz peron z jednym zazwyczaj torem (np. dworzec w Lexington koło Bostonu, ok. 1846, Lexington & West Cambridge RR albo w Caldera, Chile, 1850, FC de Copiapó).
W Europie, zwłaszcza na dworcach czołowych, szybko wykształcił się model rozwiązania, w którym hala jest ujęta skrzydłami budynku dworcowego, a jej forma demonstruje się w dworcowej fasadzie. Ważnym pierwowzorem takiego rozwiązania był paryski Gare de l’Est z 1850 r. (CF Paris-Strasbourg). Lehrter Bahnhof z 1869 r. (MHE) przyniósł inne rozwiązanie architektoniczne tego problemu. Formy obu dworców były chętnie powtarzane na całym świecie. Wiedeński Südbahnhof nie odwołuje się w fasadzie tak bezpośrednio do motywu wielkiego wnętrza hali, ale nawiązuje do niej skalą i kształtem bryły frontowego ryzalitu. Na dworcach przelotowych wrażenie jedności formy złożonej z budynku i hali można było uzyskać np. poprzez wyrównanie długości obu elementów (np. Dworzec Lwów, p. niżej) albo – co staje się częste pod koniec XIX w. – poprzez wprowadzenie wysokiej hali kasowej i odpowiednie ukazanie jej w fasadzie dworca (np. Mechelen, CF de l’Etat).
Istnieją też rozwiązania, w których hala jest dominującym elementem dworca. Pierwszy Union Depot w Columbus (stan Ohio, 1862) był wielką drewnianą halą mieszczącą aż trzy tory, do której przylegał z boku niepozorny trakt parterowych przybudówek (typ train-barn). W późniejszych dworcach hala miała dominujący charakter zwłaszcza tam, gdzie niewielki budynek recepcyjny umieszczony był pomiędzy peronami. Na dworcu w Preston (Anglia, ok. 1880, dawna kolej LNWR) hala odgrywa tym większe znaczenie, że przekrywa przestrzeń cyrkulacyjną pomiędzy dwoma budynkami recepcyjnymi ustawionymi na peronie środkowym. Jeszcze mniejsze znaczenie ma otoczony dużą pilastą halą budynek recepcyjny na Dworcu Waverley w Edynburgu (1874, 1900; dawna kolej NBR). Do kategorii dworców z dominującą halą peronową zaliczyć należy również te, które są ulokowane na estakadzie, a funkcję budynku recepcyjnego pełni powierzchnia pod torami, np. dworce i przystanki na Stadtbahn w Berlinie (1882, KPNV) albo Dworzec Oriente w Lizbonie.

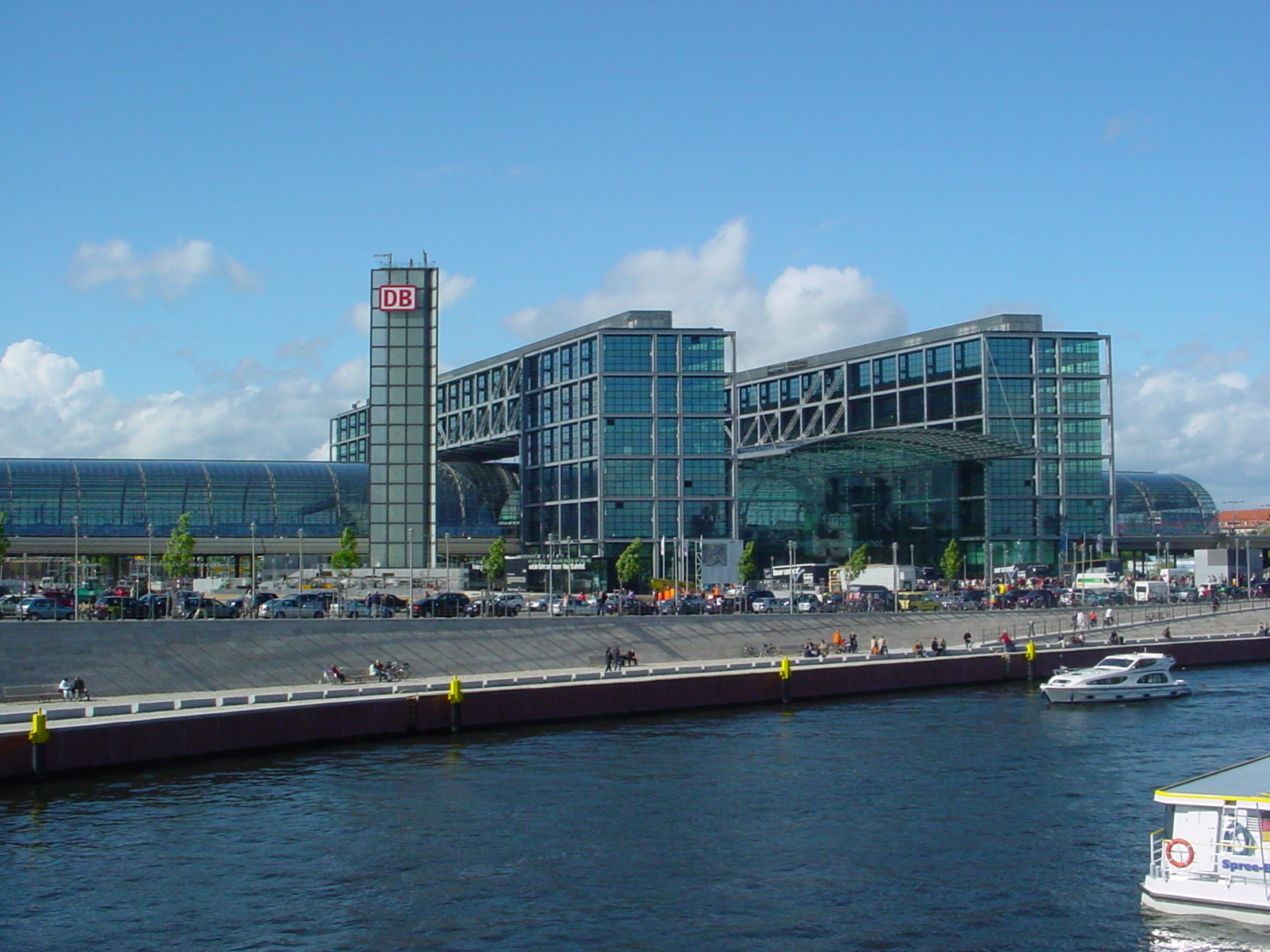
Hala współczesna: Berlin Hauptbahnhof (kolej DB, 2006)

We współczesnej architekturze dworcowej przezwyciężono tradycyjną opozycję budynku recepcyjnego i hali peronowej – budynek stanowi zintegrowane dopełnienie hali. Na Dworcu Delicias w Saragossie (2003, RENFE) stanowi on boczne fragmenty równoległobocznej bryły hali peronowej. Próbuje się też zabudowy ponad dachem, co zapoczątkowano na dworcu Gare de Lille-Europe (1993, SNCF). Na nowym dworcu berlińskim – zespół komercyjno-biurowy obejmuje halę wiaduktu Stadtbahn, a dodatkowo motyw łuku hali pojawia się jako zadaszenie poprzecznej osi budowli, wyznaczonej przez perony podziemne. Wrażenie jedności kompozycji potęguje również podobieństwo użytych materiałów. Innym sposobem scalenia hali peronowej i funkcji obsługi pasażerów jest częściowa nadbudowa peronów i przekrycie całości jednym wielkim dachem. Rozwiązania takie stosuje się często na nowych dworcach TGV we Francji. W mniejszej skali przykładem może być stacja St.-Quirin-Platz metra w Monachium (1997). Ale tradycyjny dualizm formy utrzymuje się gdzieniegdzie nadal (np. dworzec w Nankinie, 2005 r., chińska kolej państwowa).
Skala hal peronowych jest bardzo zróżnicowana. Pod względem przekrytej powierzchni waha się od ok. 7 ha na dworcu Lipsk Hauptbahnhof (wraz z „peronem” poprzecznym; 1915, K.Sächs.Sts.E.B., KPEV) do kilkudziesięciu m² w minihalach wzniesionych na końcu jednego toru małych stacji końcowych prowincjonalnych linii brytyjskich. Poznański dach pawilonu cesarskiego na Dworcu Głównym jest również przykładem takiej minihali dworcowej (p. niżej). Rosnące potrzeby powierzchniowe dworców przyniosły nieraz wymianę hal na większe; nowe były niekiedy budowane ponad starymi, przy ciągłym ruchu pociągów – np. Brighton (LBSCR, 1883), Wiedeń Südbahnhof, Paryż Gare de Lyon (CF PLM, 1900).
Forma przekrycia dzieli się na dwa podstawowe rodzaje: hale łukowe (największe z nich stały się symbolem dużego tradycyjnego dworca, tzw. balloon shed) oraz hale przekryte dachem dwuspadowym. Istnieje jednak bardzo wiele pośrednich form przekrycia, które osiągają popularność np. we Francji, z dźwigarami łączącymi dwuspadowy pas górny i łukowy pas dolny. Są też hale przekryte dźwigarami płaskimi, z pilastym zadaszeniem, charakterystyczne dla Wysp Brytyjskich. Odmianą współczesną hal łukowych są konstrukcje z łukiem ustawionym podłużnie (np. Liège Guillemins, kolej SNCB/NMBS, w budowie).
Zadaszenia niepełne. Istnieje wiele zadaszeń z konstrukcją obejmującą przestrzeń torów i peronów, które jednak nie przekrywają samego torowiska. W przeszłości usuwano niekiedy fragment dachu, pozostawiając odkryte dźwigary – początkowo
by umożliwić łatwe usuwanie dymu parowozowego, a potem by ograniczyć koszty utrzymania budowli (np. Crewe z 1867). Była też grupa niskich hal od razu projektowanych ze szczeliną ponad torami, np. łukowych tzw. Bush-sheds w USA (zachowana hala w Hoboken, Delaware, Lackawanna & Western RR, 1907) albo płaskich (np. druga hala na drugim Stuttgart Hbf., DRG, ok. 1940?). Zadaszenia z nieprzesłoniętym torowiskiem stały się szczególnie typowe na kolejach japońskich. Buduje się je dla usztywnienia konstrukcji wiat, które muszą dostosować się do wymogów sejsmicznych. Czy są to jeszcze tradycyjne hale peronowe, pozostaje oczywiście kwestią dyskusyjną. Tego rodzaju zadaszenia, pozwalające uniknąć wiat wspornikowych albo dodatkowych podparć bliżej krawędzi peronu, buduje się zresztą nie tylko w Japonii: jedno ze zdjęć po prawej przedstawia je na stacji metra nadziemnego w Bangkoku.

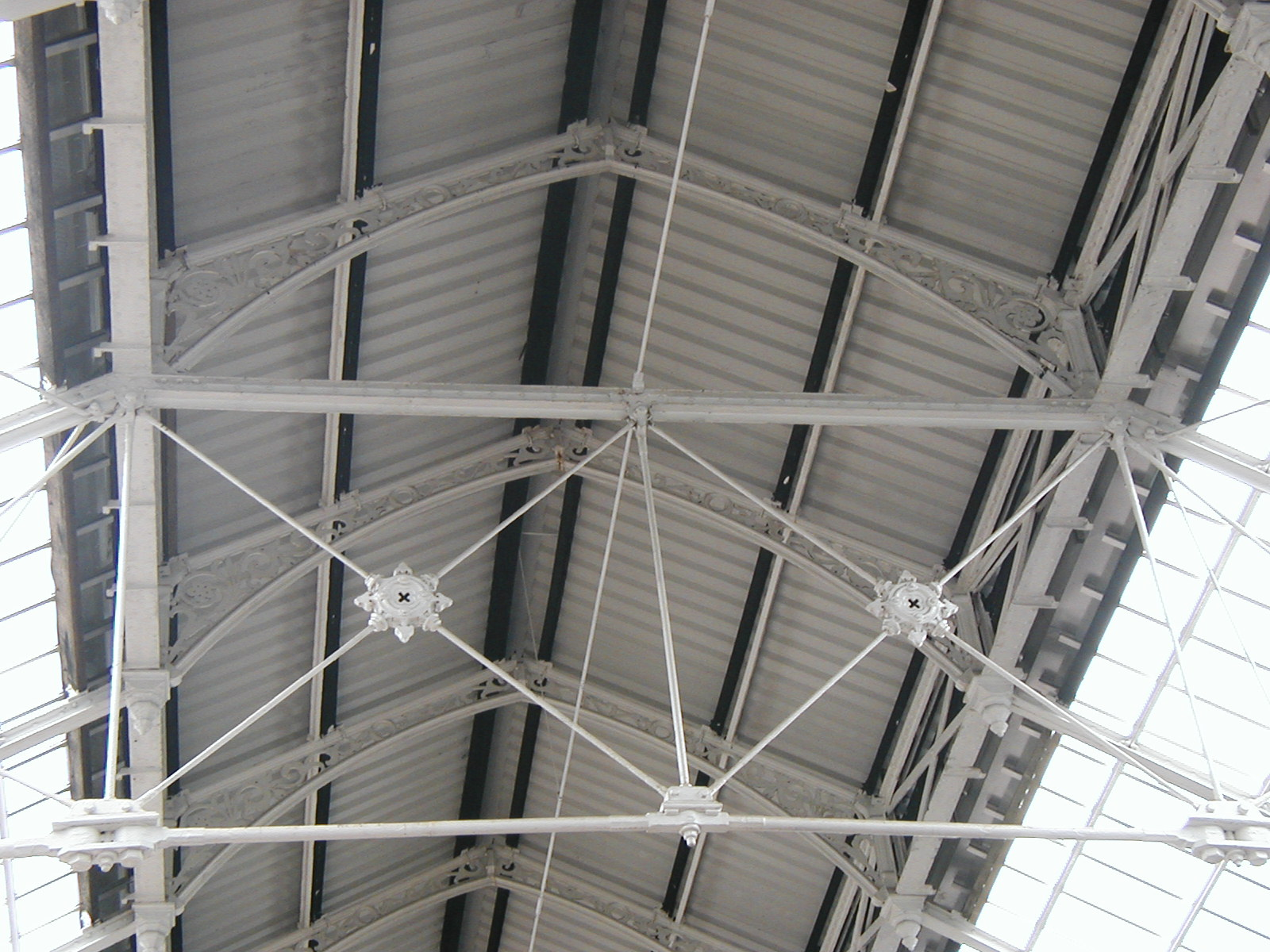
Preston (Lancashire, Anglia), dworzec dawnej kolei LNWR, obecnie National Rail. Detal dachu hali peronowej

Dekoracje hal peronowych pojawiały się powszechnie w większych obiektach aż do drugiej dekady XX w. Początkowo celowały w nich niektóre przekrycia drewniane lub drewniane z elementami metalowymi, zwłaszcza na dworcach krajów niemieckich (np. nieistniejący Dworzec Ostbahn w Monachium, 1860). Konstrukcje metalowe chętnie operowały dekoracyjnymi detalami, zwłaszcza elementów odlewanych (np. słupki dźwigarów, wypełnienia pachwin łuków). Szczególnie dekoracyjne bywały też wsporniki oraz węzły kratownic. U nasady łuków stosowane były ornamentalne nakładki zwiększające ich odporność na ścinanie. W wielu halach podziały ściany wiatrowej na szczycie nawy były polem inwencji architektów poszukujących powiązań stylistycznych z budynkiem recepcyjnym (np. drugi Madryt Atocha). Do zachowanych hal metalowych wyróżniających się walorami dekoracji zaliczają się szczególnie budowle z dworców Londyn Paddington, Preston, Paryż Austerlitz (CF PO, 1869), Tuluza Matabieau (CF Midi, 1865), Nicea Ville (CF PLM, 1867). Hala frankfurckiego Hbf.→ utraciła sporo pierwotnego detalu, zwłaszcza na szczytach, ale zachowała szczególnie dekoracyjne węzły przegubów dolnych. Pod koniec epoki wielkich hal dekoracje stawały się bardziej powściągliwe i bardziej „strukturalne”.

## Konstrukcja
kursywą budowle nieistniejące

### Budowle
podział bazujący na dominującym materiale konstrukcji
Hale drewniane – zwykle wczesne dworce, niekiedy dworce prowizoryczne
- konstrukcje na słupach – np. Birmingham Vauxhall[10], Břeclav / Lundenburg, Püspökladány;
- konstrukcje ze ścianami: budowane z oszczędności (np. pierwszy Columbus Union), ze względu na niestabilność gruntu (np. pierwszy Harburg[11]), ze względu na przepisy forteczne (np. pierwszy Poznań);

Hale murowane – dotyczy stosunkowo niewielkich hal, w których drewniana lub żelazna konstrukcja dachu opierała się na ścianach (np. Beverley, Barreiro); wrażenie murowanej budowli potęguje ukrycie stalowej konstrukcji dachu (Hamburg U-Bhf).
Hale żelazne (stalowe):
- konstrukcje na słupach bez ścian: Aurillac[12], Gera Hbf.[11]
- konstrukcje ze ścianami osłonowymi: Berlin U-Bhf. Görlitzer Bhf, Hamburg Dammtor, Ikeda (kolej Hankyū); Sztokholm górna stacja funikularu w Skansenie („tymczasowe” rusztowanie).

### Przekrycia
podział bazujący na typie konstrukcji dachu

#### Drewniane
- dachy kalenicowe:
  - w pełni drewniane: Liverpool Crown Street, Darlington North Rd.[13], pierwszy Berno (Szwajcaria), pierwszy Mannheim, Kobe dolna stacja funikularu Rokkō, Heidelberg funikular Königstuhl (typowy przykład „dźwigara niemieckiego”);
  - z elementami metalowymi: Londyn Minories, pierwszy Paryż Nord, Praha Masarykovo nádraží, Nagykanizsa, Copiapó (Chile)[14], Surabaya Pasar Turi[15];
- łuki
  - wpisane: pierwszy Monachium Centralbhf., pierwszy Kopenhaga Hovedbanegård, Hamburg Berliner Bhf.→ (ostrołukowy „hammerbeam”)
  - skratowane – drugi Kopenhaga Hovedbanegård[16];
  - pełne – Malmö Centralen

#### Żelazne i stalowe
- kratownice trójkątne
  - dźwigary „angielskie”: pierwszy Londyn Euston→, Crewe, Huddersfield (wariant z naświetlem);
  - dźwigary Polonceau:
    - krokwie pełne,
      - jednosłupkowy lekki – Wrocław drugi Dw. Górnośląski↓;
      - trójsłupkowy lekki – Barreiro,
      - trójsłupkowy sztywny – Beverley;

    - krokwie skratowane proste:
      - jednosłupkowy – Paryż St-Lazare;
      - trójsłupkowy – drugi Paryż Austerlitz, drugi Wiedeń Südbhf.↑;

    - krokwie skratowane łukowe, jednosłupkowy – hala przelotowa Bristol TM (łuk pozorny)
    - „quasi-Polonceau”: Londyn metro Earl’s Court;

  - inne: Wiedeń Nordwestbahnhof, Surabaya Semut[17];
- dźwigary „w kształcie bumeranga”: Lyon Perrache boczna nawa
- ramy:
- z ryglem dwuspadowym: drugi Leeds City, Bytom↓, Tokio stacja Tōkyū Oyamadai, Surabaya Gubeng druga hala[18];
  - z ryglem trapezowym: Moriguchi stacja Keihan Moriguchi-shi;
  - z ryglem łukowym:
    - odcinkowym: Tokio stacja Keisei Yotsugi, Bangkok stacja BTS Asok (wielogałęziowe przy podporach);
    - eliptycznym (koszowym): druga hala Wrocław Główny↓, Oldenburg Hbf;
- łuki
  - łuki na słupach/ścianach:
    - z pełnych profili:
      - półkoliste: Londyn King’s Cross (pierwotnie drewniane);
      - eliptyczne (koszowe): Londyn Paddington → (nawy proste), York (nawy na łuku);
      - odcinkowe: Newcastle upon Tyne (ze ściągiem), Monachium U-Bhf. Fröttmaning (opięte tkaniną techniczną), Köln-Bonn Flughafen;
      - odcinkowe ze ściągami, ustawione pochyło: trzeci Leeds City

    - skratowane:
      - ze ściągiem – Glasgow Queen Street, Budapest Keleti,
      - ze ściągiem zdwojone – Berlin Anhalter Bhf.;
      - trójprzegubowe skratowane, zdwojone – Berlin Lehrter Bhf.;

  - dźwigary sierpowe: trzeci Liverpool Lime St, Manchester Piccadilly, Kobe górna stacja funikularu Rokkō (zbliżony do sierpowego);
  - dźwigary odcinkowe z prostym pasem dolnym: (zdwojone);
  - łuki bezsłupowe:
    - z pełnych profili, eliptyczne: Amsterdam metro Ganzenhoef (zbliżony do eliptycznego)
    - sztywne skratowane – Londyn St Pancras, São Paulo Luz;
    - trójprzegubowe:
      - z pełnych profili: Antwerpia Centraal, Berlin Schlesischer Bhf (zdwojone);
      - skratowane zdwojone – Frankfurt Hbf., Filadelfia Reading, Filadelfia Broad St↑ (największa rozpiętość dźwigara zastosowana kiedykolwiek na dworcu: 91,4 m), Buenos Aires Retiro Mitre (na zdjęciu widoczne przeguby dolne);

    - inne – Londyn Waterloo International, Berlin Hbf↑;

  - łuki „Tudora” (niskie ostrołuki):
    - na słupach – drugi Madryt Atocha;
    - bezsłupowe:
      - skratowane Hamburg Hbf, Paryż metro Quai-de-la-Gare
      - z pełnych profili

Berlin Friedrichstr, Legnica↓;
- - inne dźwigary łukowe: Pekin
- łuki wpisane
  - dźwigary na słupach/ścianach:
    - z pasami stycznymi: Brighton;
    - z pasami rozdzielonymi: Aurillac[19], Tulle[20], Lozanna (ze wspornikami bocznymi);
    - inne: Londyn Liverpool Street (na kanwie ostrołuku);

  - łuki bezsłupowe:
    - z profili pełnych: Kobe dworzec Hankyū Sannomiya;
    - skratowane: Lille Flandres, Hawr Ville;
- przekrycia płaskie
  - wysokie kratownice – Glasgow Central
  - belki pełne – Gourock, trzeci Monachium Hbf., Kawasaki stacja Tōkyū Musashi-Kosugi; Hongkong Heng-on (belka falista);
- kratownica przestrzenna: Perth (Australia), Guadalajara (Meksyk) stacja tramwaju Periférico Norte
- inne: Tilburg, Lizbona Oriente; trzeci Madryt Atocha

#### Żelbetowe
- ramowe: Londyn metro Cockfosters (rygiel prosty);
- łukowe: Hamburg U-Bhf. Volksdorf[21] (łuk eliptyczny), Cherbourg Maritime, Talca (Chile) (łuk „Tudora”);
- belkowe: Vienna koło Waszyngtonu metro Dunn Loring-Merrifield, Tel Awiw ha-Szalom (odkryte dźwigary)

## W Polsce

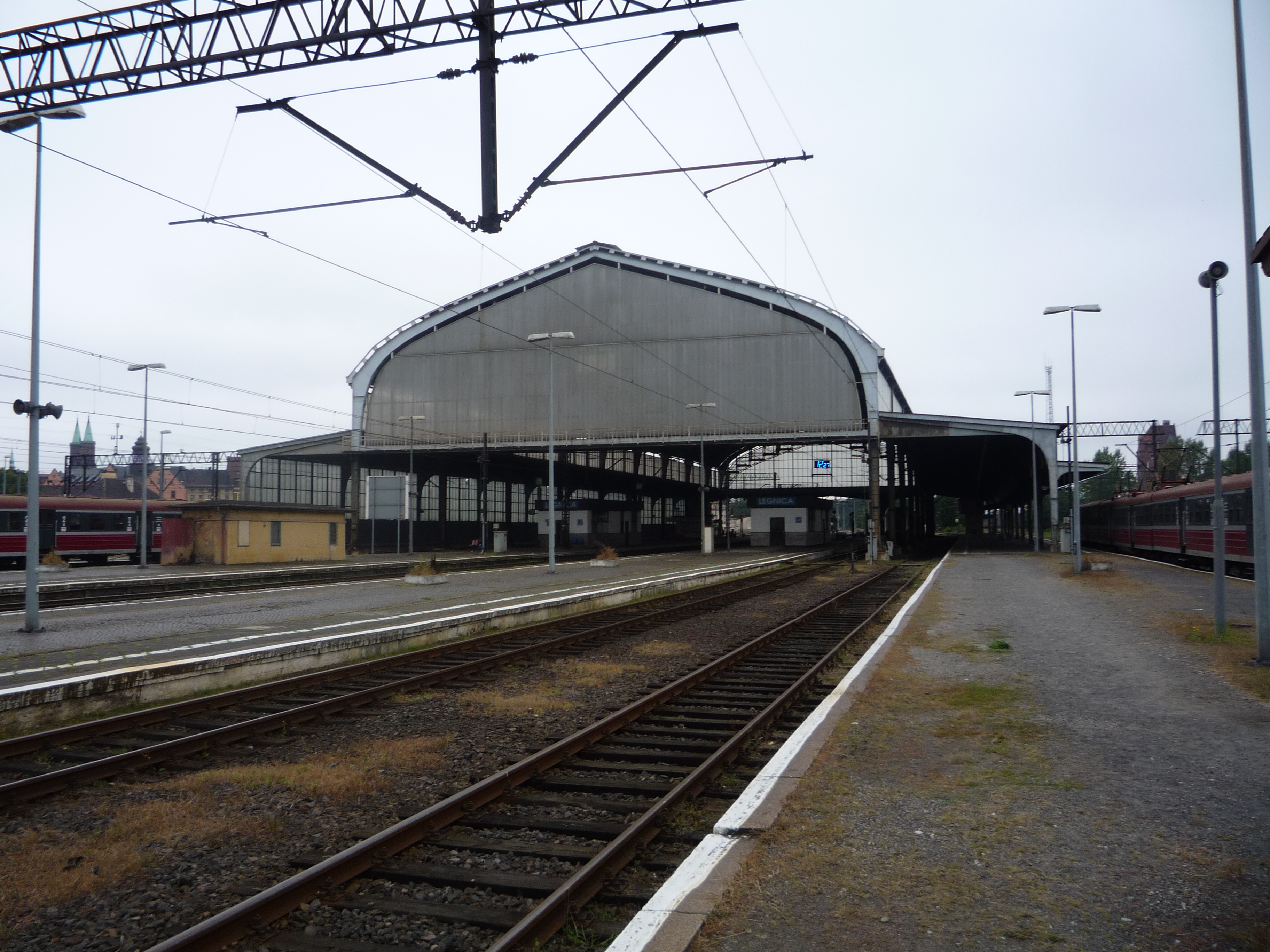
Legnica. Hala peronowa z r. 1929 (kolej DRG, obecnie PKP)

### Legnica
Legnica (dawniej Bahnhof Liegnitz) – hala peronowa (z lat 1927–1929) na trzecim dworcu powstałym w tym miejscu w wyniku gruntownej przebudowy stacji z lat 1926-29 (kolej Deutsche Reichsbahn Ges.). Hala konstrukcji stalowej z główną nawą przekrytą trójprzegubowymi „łukami Tudora” (dźwigary blachownicowe) o rozpiętości ok. 46 m. Dalekie echo rozwiązania zastosowanego na dworcu Hamburg Hauptbahnhof.

### Bytom (do 1945Beuthen/OS)
Bytom (dawniej Bahnhof Beuthen/OS.; DRG, obecnie PKP). Dworzec bytomski, jako położony na końcu sieci niemieckich kolei państwowych po podziale Górnego Śląska w 1922 r., został gruntownie przebudowany w latach 1927-28. Nad peronami w latach 1929–1930 wzniesiono jednonawową halę, o wymiarach 39,5 na 140 m. Konstrukcję budowli stanowią trójprzegubowe ramy stalowe, zamknięte dwuspadowo, zbudowane z blachownic. Budowla przekrywa dwa perony wyspowe i trzy perony pocztowe (dwa częściowo) położone w międzytorzach.
Hale w Legnicy i Bytomiu (a także te powstałe w innych miastach: w Zgorzelcu, Frankfurcie nad Odrą czy Królewcu) dowodzą, że w okresie międzywojennym „całościowe zadaszenie” peronów było nadal aktualną formą języka architektonicznego dworców niemieckich.

### Wrocław Główny

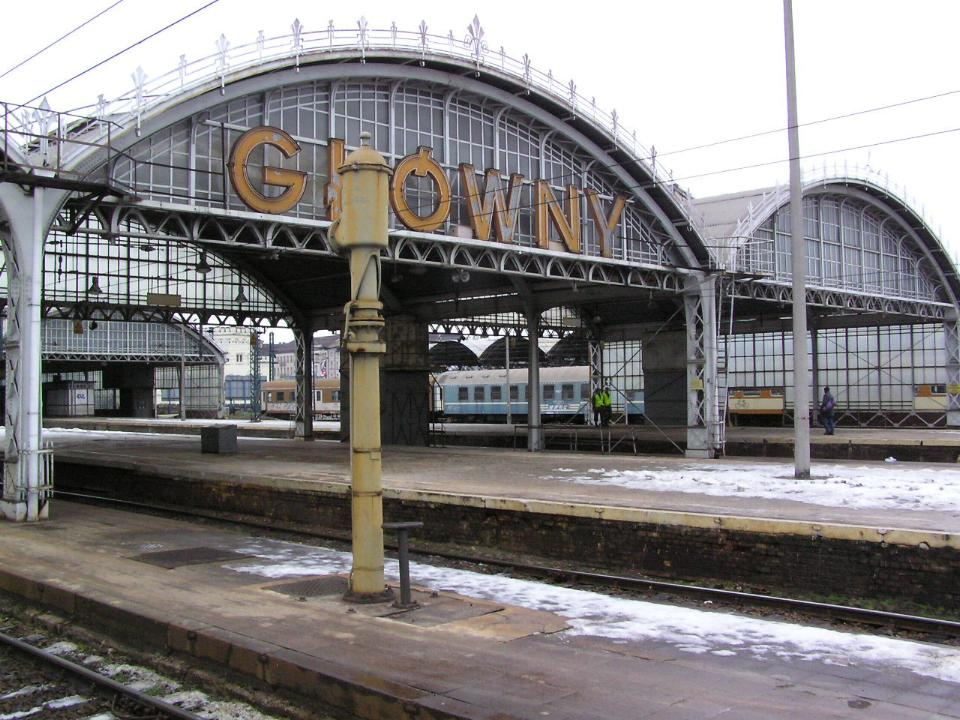
Wrocław, Dworzec Główny – druga hala peronowa powstała w trakcie rozbudowy na „Hauptbahnhof” w latach 1899-1904 (kolej KPEV, obecnie PKP); na zdjęciu osobliwe odstawione przęsło, w głębi hala właściwa

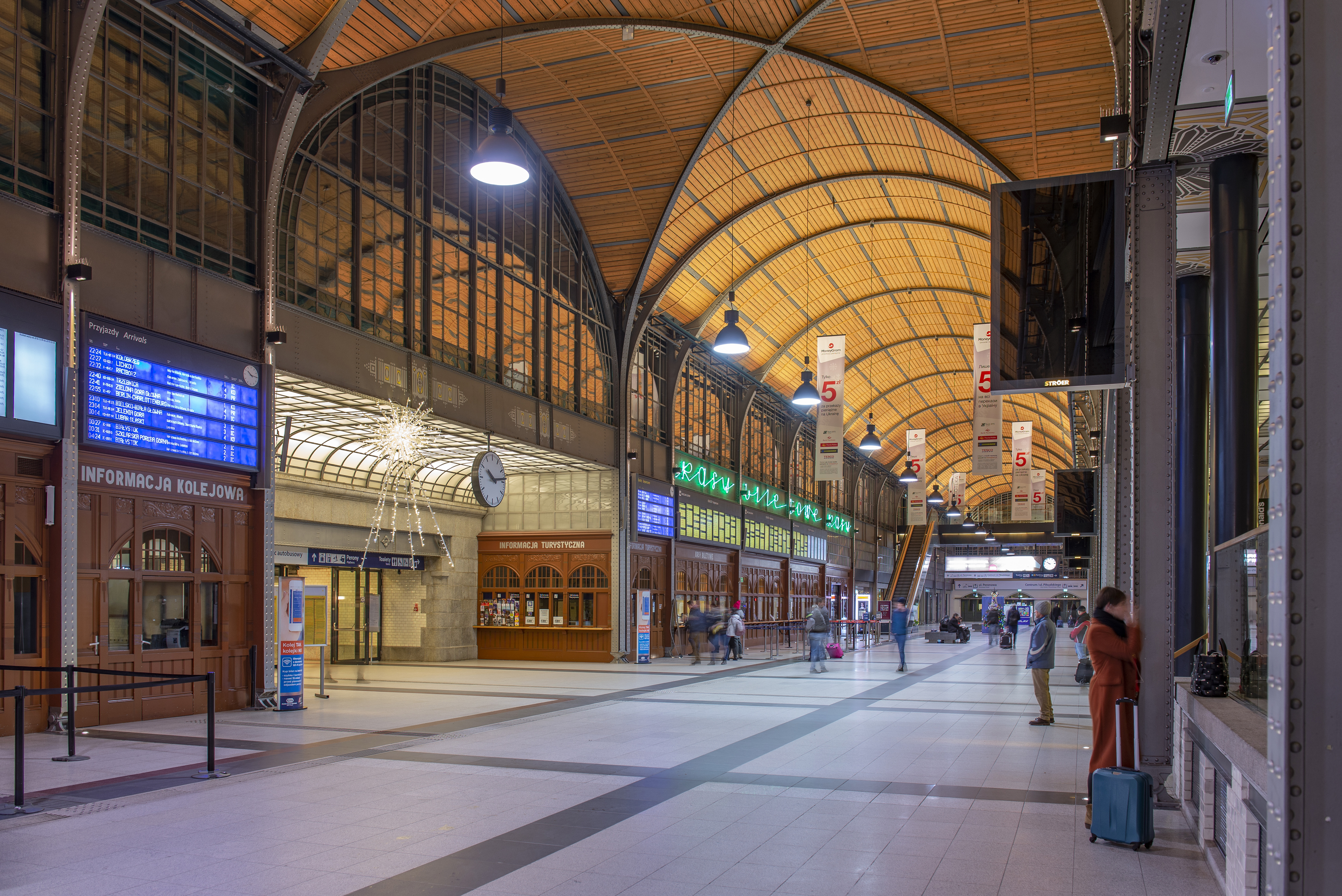
Wrocław, Dworzec Główny – miejsce pierwszej hali peronowej Dworca Górnośląskiego zajęła przestrzeń cyrkulacji pieszej

Wrocław, Dworzec Główny – druga hala (dawniej Breslau Hauptbahnhof) pojawia się jako przekrycie czterech peronów wyspowych i peronów pocztowych, zbudowanych na estakadzie wzniesionej bezpośrednio na południe od kompleksu dworca Grapowa (lata 1899-1904, pruska kolej państwowa KPEV, proj. Bernhardt Klüsche). Prawdopodobnie ze względu na dostępność terenu, perony i halę usytuowano asymetrycznie w stosunku do osi pierwotnego dworca. Halę tworzą cztery nawy o rozpiętości ok. 21 m każda, z transeptem na osi głównej budynku recepcyjnego, a jednocześnie na zachodnim skraju hali. Zasadniczy kompleks zadaszenia liczy 170,5 m długości. Konstrukcja hali jest stalowa. Każdą nawę przekrywają eliptyczne łuki o pełnym profilu, ze ściągami, sztywno połączone ze słupami. Osobliwością budowli jest odstawione, czteronawowe przęsło hali o wymiarach analogicznych do hali głównej, ustawione w rejonie dźwigów pocztowych. Być może przez to kompromisowe rozwiązanie chciano zapobiec zadymianiu peronów przez parowozy krótszych pociągów, a jednocześnie – wobec asymetrii peronów w stosunku do osi dworca – uniknąć ustawiania się tych pociągów zbyt daleko od głównego tunelu pasażerskiego. Drugą osobliwością hali wrocławskiej jest bogata secesyjna dekoracja elementów architektonicznych konstrukcji hali (w większości zachowana).
Druga hala wrocławska reprezentuje występujący w początkach XX w. trend do rezygnacji z przekryć o wielkich rozpiętościach na rzecz zwielokrotniania liczby mniejszych naw. Jednocześnie dokonana wówczas przebudowa ma niewiele odpowiedników pod względem poszanowania walorów wcześniej wzniesionej budowli dworcowej. Dopełniła ona secesyjnymi formami jej neogotycką architekturę. Wiele elementów dekoracji i wyposażenia hali zostało niestety zmarnowanych w toku dokonywanych po 1945 r. przebudów i modernizacji.

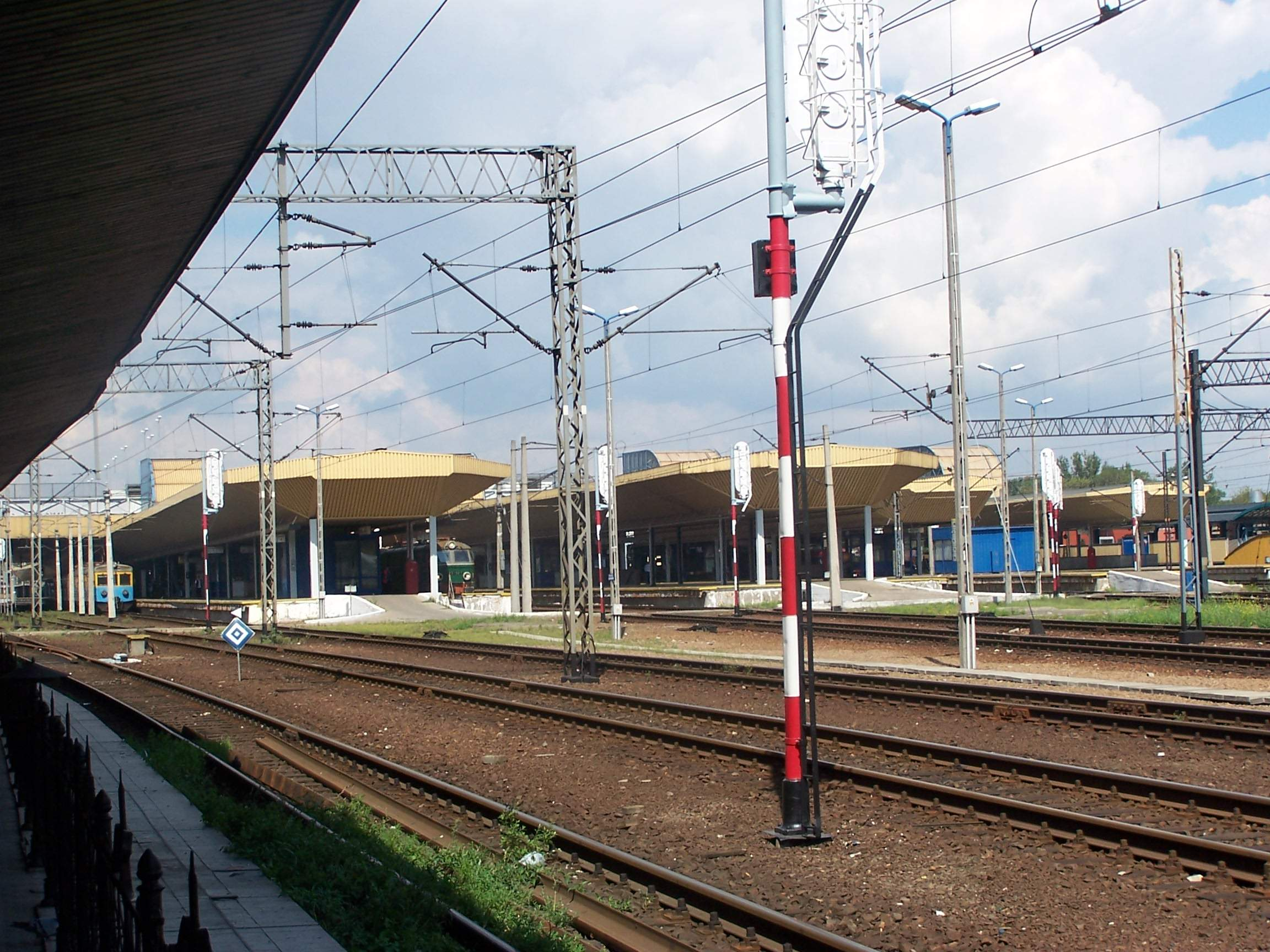
Kraków, Dworzec Główny. Zadaszenia peronów z początku lat 90., w głębi widoczna nadbudowa płytą parkingową

### Kraków Główny – trzecia i czwarta hala
Kraków Główny – trzecia hala nie jest tradycyjną halą peronową, ale raczej polskim przykładem dworca z peronami nadbudowanymi płytą publicznie dostępnego parkingu. Inwestycję realizowano na przełomie lat 80. i 90. XX w. (kolej PKP). Konstrukcja stalowa, o wymiarach 123 m szerokości i 168 m długości, licowana blachą trapezową. Mieści pięć peronów wyspowych.
Równolegle od 14 lutego 2014 funkcjonuje podziemna hala, znajdująca się bezpośrednio pod peronami. Mieści część handlową oraz część pasażerską z kasami i poczekalniami.

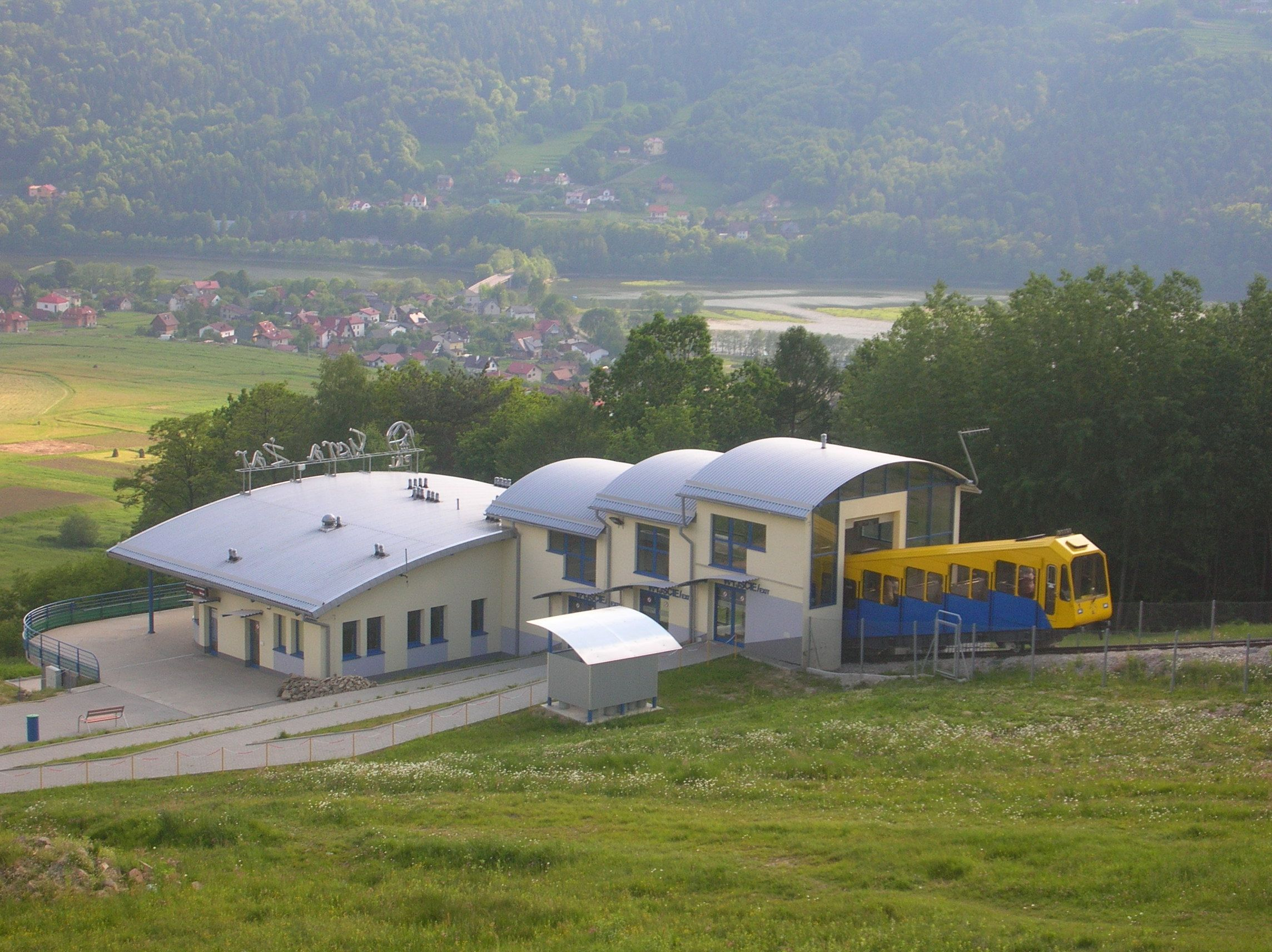
Międzybrodzie Żywieckie – dolna stacja kolei linowo-terenowej na górę Żar

### Międzybrodzie Żywieckie
Kolej linowo-terenowa na Górę Żar, otwarta w 2003 r., również posiada hale peronowe na obu stacjach. Zadaszenie jest w postaci kolebek, na dolnej stacji umieszczonych w trzech poziomach.
Trzeci polski funikular, w Krynicy, hal peronowych nie posada.

### Białystok
Stacja kolejowa Białystok doczekała się hali peronowej podczas przebudowy układu torowego w latach 2022-24. Obiekt obejmuje trzy z czterech platform - oddalony peron 4 posiada własną wiatę.

### Nieistniejące
Na dawnych lub obecnych ziemiach polskich klasyczne hale peronowe były bardzo nieliczne. Budowle te nigdy nie stały się elementem programu architektonicznego typowego dworca kolejowego. Stosowano raczej proste wiaty peronowe (koleje pruskie), jedną wiatę przy budynku dworcowym (dworce galicyjskie przed budową peronów, większe dworce w zaborze rosyjskim). Wprowadzenie większej liczby peronów, dokonywane już głównie przez PKP, nie przyniosło żadnych hal peronowych (z wyjątkiem nadbudowy dworca w Krakowie), a też i wiaty stosowano bardzo rzadko.

#### Breslau Freiburger Bhf. (pierwszy dworzec)
Wrocław, pierwszy Dworzec Świebodzki (Breslau Freiburger Bahnhof) powstał w 1843 r. dla Breslau-Schweidnitz-Freiburger Eisenbahn (Kolei Wrocławsko-Świdnicko-Świebodzickiej) według projektu Alexa Cochiusa. Był drugim dworcem kolejowym we Wrocławiu, po Górnośląskim z 1842 r. Rozwiązano go w układzie czołowym z torami wybiegającymi przed dworzec i zakończonymi obrotnicą. Pulpitowe zadaszenia peronów obejmowały po jednym przyległym torze. Jeden tor środkowy był odkryty. Obiekt został zburzony, by zrobić miejsce pod nową budowlę, bez hali peronowej, otwartą w 1874 r. (ta budowla istnieje, ale dworzec nie funkcjonuje).

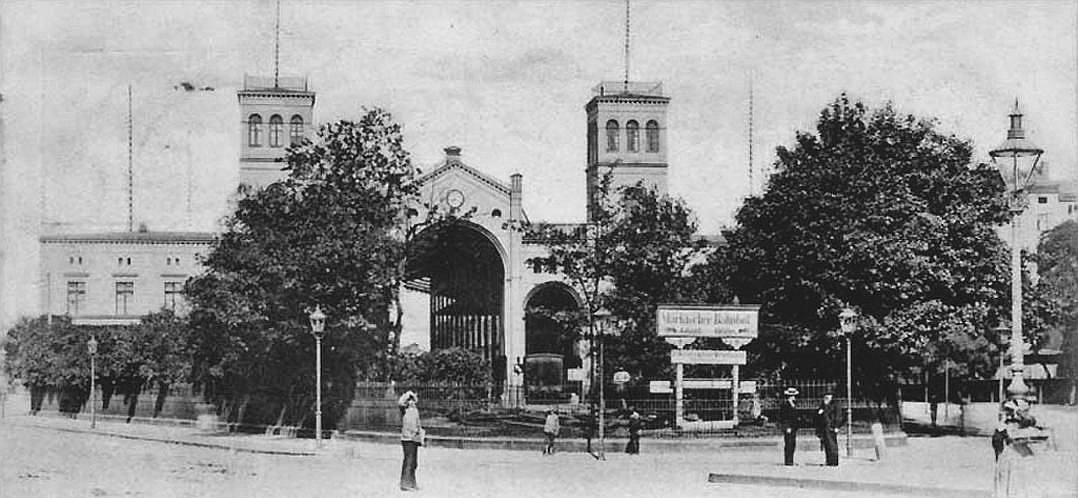
Wrocław, dawny Dworzec Marchijski z 1844 – widoczna trójnawowa hala peronowa

#### Breslau Märkischer Bhf.
Wrocław, Dworzec Marchijski, inaczej Dolnośląski (albo Dolnośląsko-Marchijski, Breslau Niederschlesisch-Märkischer Bahnhof) stanowił zakończenie linii Niederschlesisch-Märkische Eisenbahn (Kolei Dolnośląsko-Marchijskiej), łączącej Wrocław z Berlinem. Wzniesiono go w 1844 r. według projektu arch. Juliusa Mangera, także w układzie czołowym, ale z przelotową halą peronową. Hala prawdopodobnie miała układ bazylikowy. Po przejęciu ruchu na kierunku legnicko-berlińskim przez Dworzec Główny w 1909 r. stał się dworcem towarowym. Hala rozebrana ok. 1930 r. Obiekt istnieje dzisiaj szczątkowo.

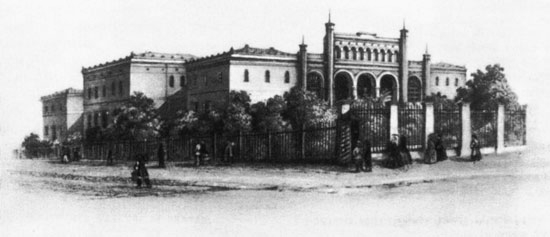
Kraków, dworzec dawnej Kolei Krakowsko-Górnośląskiej (potem KFNB, obecny Główny) z 1847 r., widoczna pierwsza hala peronowa; nie istnieje

#### Kraków – pierwsza hala
Kraków, pierwsza hala powstała na dworcu Kolei Krakowsko-Górnośląskiej (Krakau-Oberschlesische Eisenbahn), później Kolei Północnej (Kaiser Ferdinands-Nordbahn) (obecnie Dworzec Główny), wzniesionym według projektu wrocławskiego architekta Augusta Rosenbauma w 1847 r. Dworzec miał typowy układ symetryczny, z budynkami recepcyjnymi przylegającymi do obu dłuższych boków przelotowej hali peronowej. Prawdopodobnie jedna strona dworca służyła przyjeżdżającym, a druga – odjeżdżającym. Jak to było powszechnie stosowane we wczesnych czołowych dworcach, zwłaszcza niemieckich, tory wybiegały poza obrys hali i kończyły się obrotnicą. Na uwagę zasługiwała monumentalna kompozycja bramna, którą tworzyła ściana szczytowa hali, złożona z wyższej partii środkowej z trójosiową arkadą, oraz dwa mniejsze przęsła z przeszkleniami, odpowiadające szerokości obu peronów. Hala mieściła trzy tory oraz dwa perony boczne. Przekrycie dachu rozwiązano za pomocą dźwigarów trójkątnych, prawdopodobnie pierwszych żelaznych, jakie zastosowano na dworcu austriackim. Rozwiązanie szczytu poprzez ukrycie żelaznej konstrukcji hali za architektonicznym parawanem „bramy” było typowe dla wczesnej architektury dworcowej.

W 1856 r. dworzec stał się przelotowy, po podłączeniu linii do Dębicy. Hala dotrwała zapewne do przebudowy dworca, dokonanej w latach 1869-71, a może nawet do 1895 r., kiedy została zastąpiona nową. 

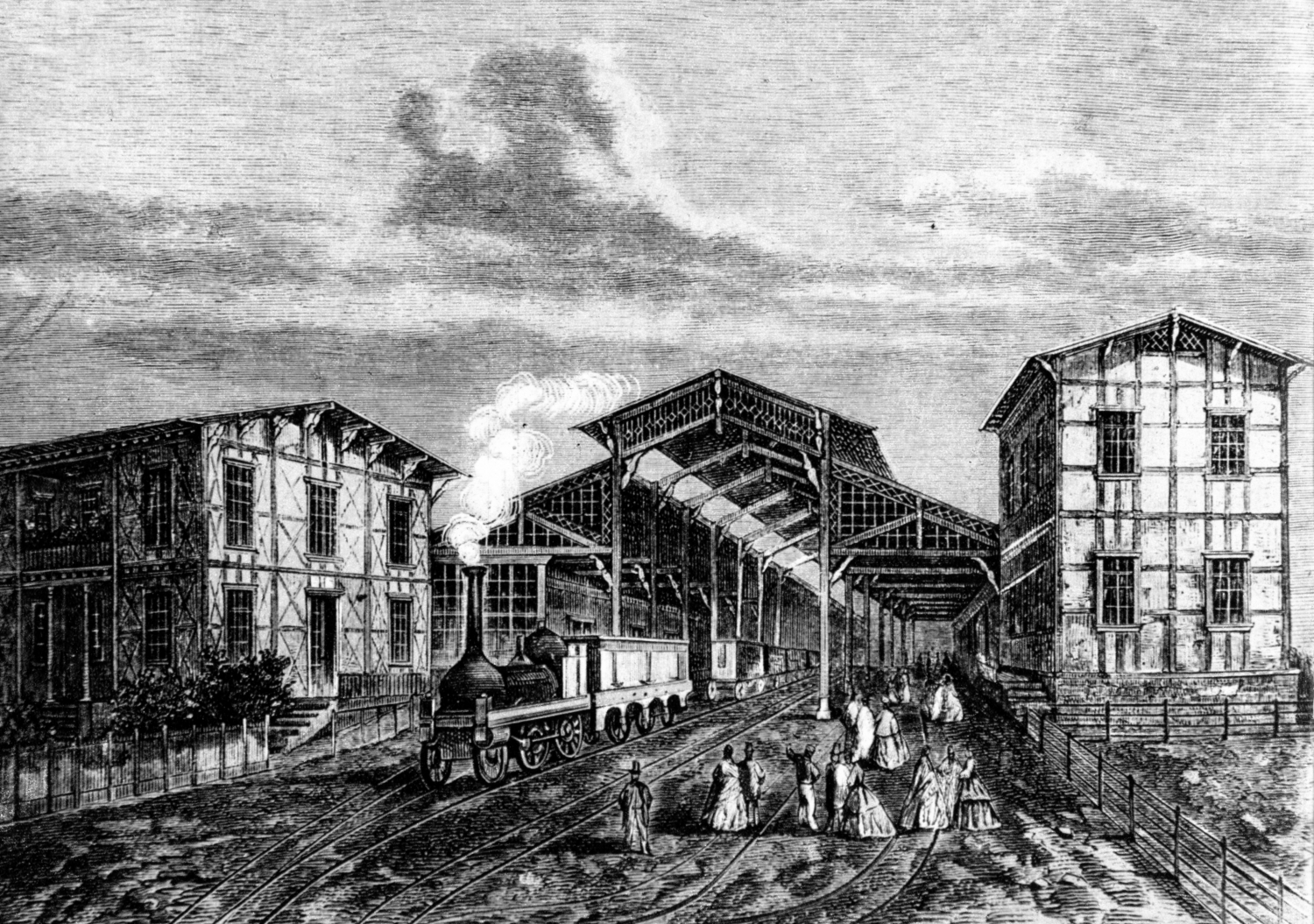
Poznań, dawny dworzec na Jeżycach Kolei Stargardzko-Poznańskiej z 1848; nie istnieje

#### Poznań (pierwszy dworzec)
Poznań, dworzec Kolei Stargardzko-Poznańskiej (Stargard-Posener Eisenbahn, potem Preußische Ostbahn) – pierwszy w mieście – otwarty został w 1848 r. Obiekt usytuowany został na Jeżycach, „na zewnątrz drugiego promienia fortecznego” twierdzy poznańskiej i tego powodu musiał być wzniesiony z nietrwałych materiałów. Budynki recepcyjne dworca zbudowano więc w konstrukcji szachulcowej, a halę peronową wzniesiono z drewna. Również w Poznaniu układ przestrzenny był typowy dla wczesnych budynków dworców czołowych. Prostokątna w planie hala peronowa, mieszcząca pięć torów (z jednym peronem od południa), zlokalizowana była w centrum założenia, flankowana była na dłuższych bokach przez pomieszczenia recepcyjne dworca, służące obsłudze przyjeżdżających (strona północna) i wyjeżdżających (strona południowa). Od strony miasta tory wychodziły poza obrys hali i kończyły się obrotnicą. Nietypowym rozwiązaniem były dwa osobne budynki ustawione od strony miasta po obu stronach szczytu hali, z których jeden służył obsłudze podróżnych. Hala była trójnawowa, z nawą środkową nieco wyniesioną ponad nawy boczne (dla lepszego wyprowadzenia dymu parowozowego przez otwarte naświetla). Konstrukcja dachu prawdopodobnie wyłącznie drewniana, o zdwojonych krokwiach w nawie głównej i z prostą kratownicą trójkątną w nawach bocznych.

Dworzec już w 1856 r., w wyniku otwarcia linii do Wrocławia, stał się przelotowy. Wraz z rozwojem węzła przestał spełniać potrzeby rosnącego ruchu. W latach 70. XIX w. został ostatecznie zastąpiony obecnym Dworcem Głównym, położonym w innym miejscu. Miejsce pierwotnego dworca zajął ogród zoologiczny.

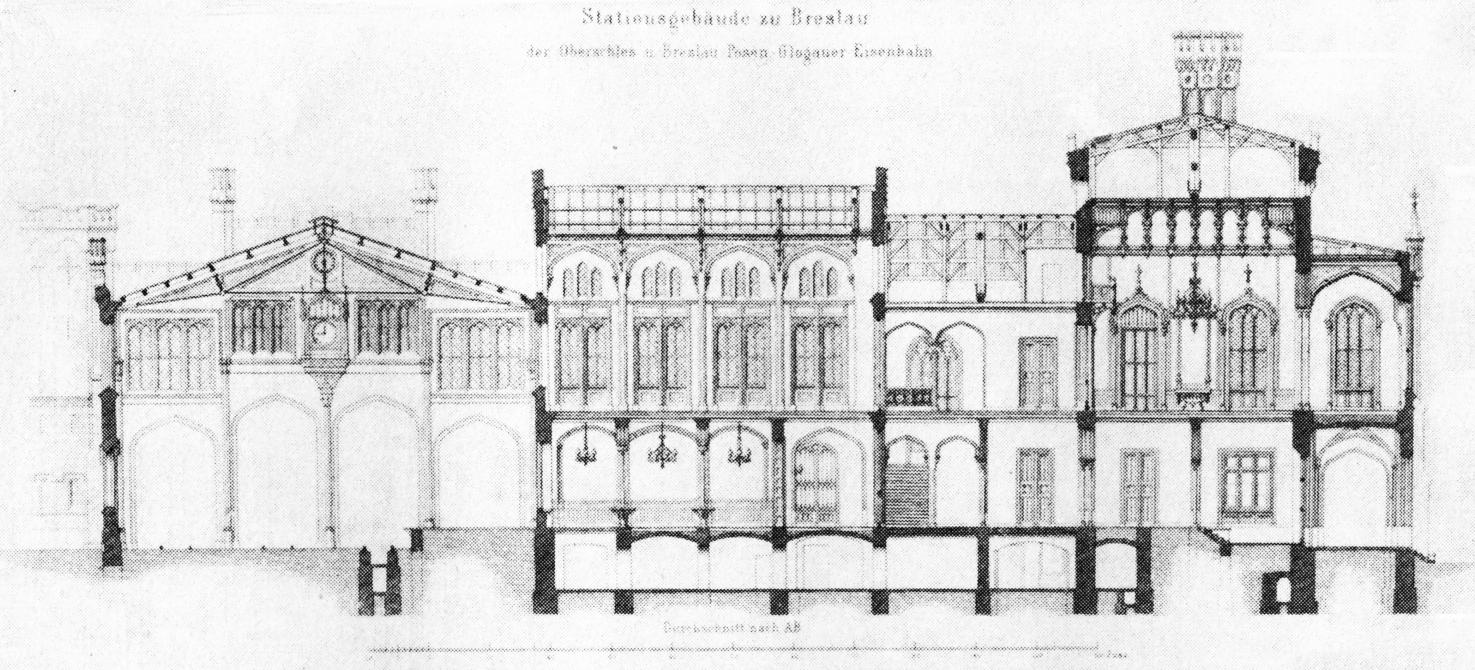
Wrocław, Dworzec Górnośląski (obecny Główny) z 1857 – przekrój poprzeczny, po lewej stronie widoczna pierwotna hala peronowa

#### Breslau Oberschlesischer Bhf. – pierwsza hala
Wrocław, drugi Dworzec Górnośląski – pierwsza hala (Breslau Oberschlesischer Bahnhof; obecnie dworzec Wrocław Główny). Oryginalnej formy budowla dworcowa powstała w latach 1855-57 dla Kolei Górnośląskiej (Oberschlesische Eisenbahn) według projektu arch. Wilhelma Grapowa. Hala była przelotowa, z budynkiem recepcyjnym dostawionym do jednego boku, zwróconego w kierunku miasta, mieściła trzy tory. Torowisko, z jednym peronem od budynku recepcyjnego, położone było w poziomie ulic. Hala uzyskała zewnętrzne elewacje murowane, o formach zintegrowanych z architekturą budynku głównego, zaprojektowanego w stylu gotyku Tudorów. Przekrycie hali stanowiły dźwigary Polonceau – jak się powiada, jedne z pierwszych żelaznych zastosowanych na dworcu niemieckim.
W końcu XIX w. neogotycka architektura Dworca Górnośląskiego Grapowa musiała być na tyle doceniana, że podjęta wówczas gruntowna przebudowa stacji na Dworzec Główny ingerowała w substancję architektoniczną budynku recepcyjnego w stosunkowo ograniczonym stopniu. Zastąpiono jednak całkowicie pierwotną halę wprowadzając inną, służącą jako przestrzeń cyrkulacyjna.

#### Kraków – druga hala
Kraków – druga hala na obecnym Dworcu Głównym (dawna nazwa to także Krakau Nordbahnhof). Jej powstanie, forma i okoliczności destrukcji wymagają badań archiwalnych. Na pewno zastąpiła ona pierwotną halę Rosenbauma (konstrukcje hal były szczególnie narażone na zniszczenie od dymu parowozowego) w toku którejś z przebudów dworca krakowskiego dokonanej przez kolej Kaiser-Ferdinand-Nordbahn – pierwszej z lat 1869-1871 albo drugiej z ok. 1895 r. Wschodni budynek recepcyjny dworca został wyburzony, a zachodni wydłużony i rozbudowany; powstał też tunel dla pasażerów (tory są w poziomie ulicy). Zrezygnowano z monumentalnej bramy istniejącej od strony południowej hali, a zadaszenie rozwiązano w kształcie łuku odcinkowego na stalowych (być może) dźwigarach. Hala została rozebrana po budowie w latach 30. nowych peronów na północ od budynku recepcyjnego, być może dopiero po zakończeniu II wojny światowej.

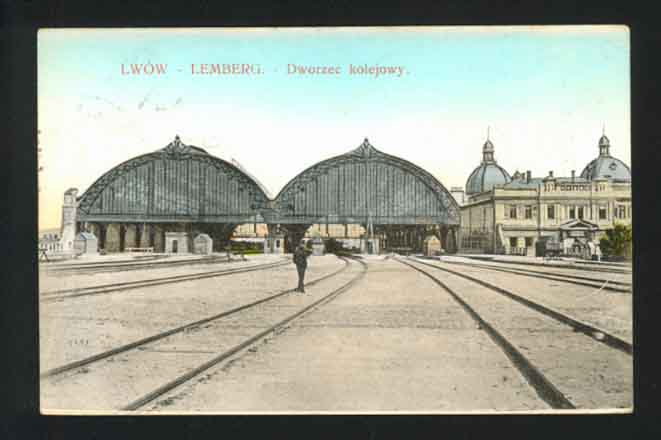
Lwów, Dworzec Główny (dawna kolej kkStB, obecnie UŽ) – drugi kompleks w tym miejscu, zbudowany wraz z dwunawową łukową halą peronową w latach 1901-1904

#### Lwów (drugi dworzec)
Lwów, obecny Dworzec Główny (dawniej Dworzec Lwów, Bahnhof Lemberg, obecnie Львiв Гoлoвний вoкзaл). Nie jest pewne, czy pierwotny dworzec lwowski z r. 1861 miał halę peronową. Wiadomo natomiast, że była ona projektowana, wystąpiła też przynajmniej w jednym źródle kartograficznym. Drugi dworzec lwowski, austriackich kolei państwowych kaiserlich-königliche österreichische Staatsbahnen (kkStB), wzniesiony według projektu Władysława Sadłowskiego w latach 1901–1904 (niemal równocześnie z drugim Dworcem Franciszka Józefa w Pradze), stanowił jeden z najokazalszych dworców Monarchii Austro-Węgierskiej, prawdziwy tour-de-force wśród dworców galicyjskich, a jednocześnie był rzadkim przypadkiem dużego dworca wzniesionego przez polskich projektantów i wykonawców, który w pełni odpowiadał standardom występującym w tego typu architekturze. Projekt obejmował wyniesienie peronów na estakadę/nasyp, wprowadzenie tuneli dla pasażerów i bagażu oraz budowę okazałej łukowej hali peronowej, mieszczącej trzy perony wyspowe, jeden boczny oraz położone w międzytorzach perony pocztowe. Hala, zaprojektowana przez Edmunda Zieleniewskiego, składa się z dwóch naw po 33,5 m rozpiętości każda i ma długość 150 m. Każda nawa przekryta jest kratowymi łukami trójprzegubowymi, nawiązującymi do niemieckich konstrukcji J. W. Schwedlera z ostatnich dekad XIX w. W elewacjach bocznych dworca metalowe łuki i przeszklone ściany wiatrowe hali peronowej zostały pokazane w całej okazałości. Wyposażenie hali, np. detale architektoniczne balustrad, było rozwiązane w formach secesyjnych (częściowo zachowane; proj. Alfred Zachariewicz, wyk. fabryka Góreckiego). Konserwacja dokonana ok. 2000 r. przez obecnego właściciela, państwową kolej ukraińską UŽ, przywróciła budowli wiele jej pierwotnego blasku.

#### Posen Hbf. (Poznań Główny)
Poznań, pawilon cesarski na Dworcu Głównym stanowi jedną z wielu monarszych budowli recepcyjnych, powstałych na dworcach europejskich. Poznańska, obejmująca zadaszeniem peronu jeden przyległy tor, powstała w r. 1902 (kolej KPEV) i była związana z podniesieniem miasta do rangi jednej ze stolic cesarskich Rzeszy. Długość zadaszenia – ok. 70 m, rozpiętość – ok. 8 m. Konstrukcja to zwieńczone eliptycznie ramy stalowe o pełnym profilu, przęsła wypełnione betonowymi panelami. Obiekt nosi też popularną nazwę „dworzec letni”.

## Wybrana literatura
- Manfred Berger, Historische Bahnhofsbauten, Bd. I-IV, Transpress, Berlin (O), 1986–1992
- Gordon Biddle, Victorian Stations, David & Charles, Newton Abbot, 1973
- Gordon Biddle, Great Railway Stations of Britain, David & Charles, Newton Abbot, 1986
- C. Cornelius, Eisenbahn-Hochbauten, jako Handbibliothek für Bauingenieure (red. R. Otzen), II. T., 6. Bd., Springer, Berlin, 1921
- John A. Droege, Passenger Terminals And Trains, McGraw-Hill, New York, 1916
- Geschichte der Eisenbahnen der Oesterreichisch-Ungarischen Monarchie, Bd. I-IV, Prochaska, Wien-Teschen, 1898–1908
- Encyklopaedie des Gesamten Eisenbahnwesens, red. Frhr V. von Röll, Wien, 1890–1895, Band II
- Ulrich Krings, Bahnhofsarchitektur – Deutsche Großstadtbahnhöfe des Historismus, München, 1985
- Michály Kubinszky, Bahnhöfe Europas, Franckh’sche Verlagshandlung, Stuttgart, 1966
- Caroll L. V. Meeks, The Railroad Station. An Architectural History, Yale University Press, New Haven, 1956
- Auguste Moreau, Superstructure, jako: Encyclopédie theorique et pratique des Connaissances Civiles & Militaires, Partie Civile, Cours de Construction, II. Partie: Traité des Chemins de fer, T. II, Fanchon & Artus, Paris, ok. 1890
- Kenneth Powell, New Directions in Railway Architecture, w: Architectural Design, Vol. 64, No. 5/6 (Architecture of Transportation), 1995, s. 17 nn.
- Eduard Schmitt, Empfangsgebäude der Bahnhöfe und Bahnsteigüberdachungen (Bahnsteighallen und -dächer), jako Handbuch der Architektur, IV Teil, 2 Halbband, 4 Heft; J.M.Gebhardt’s Verlag, Leipzig, 1911
- Werner Stutz, Bahnhöfe der Schweiz, Orell Füssli, Zürich – Schwäbisch Hall, 1983